# Euploea timaius
Euploea timaius är en fjärilsart som beskrevs av Hans Fruhstorfer 1910. Euploea timaius ingår i släktet Euploea och familjen praktfjärilar. Inga underarter finns listade i Catalogue of Life.